# Hamburger SK
Der Hamburger Schachklub von 1830 (HSK) ist einer der größten und der zweitälteste deutsche Schachverein.

## Geschichte des Vereins
Der HSK wurde am 8. Mai 1830 unter dem Namen Hamburgische Gesellschaft vereinigter Schachfreunde gegründet und ist damit nach der Berliner Schachgesellschaft 1827 Eckbauer der zweitälteste noch existierende deutsche Schachverein. Seinen heutigen Namen trägt er seit dem 5. Dezember 1861. 1868 schloss sich der HSK dem im gleichen Jahr gegründeten Norddeutschen Schachbund an, 1877 dem Deutschen Schachbund direkt nach dessen Gründung.
Zwischen 1979 und 1987 war der HSK die Schachabteilung des Hamburger SV.

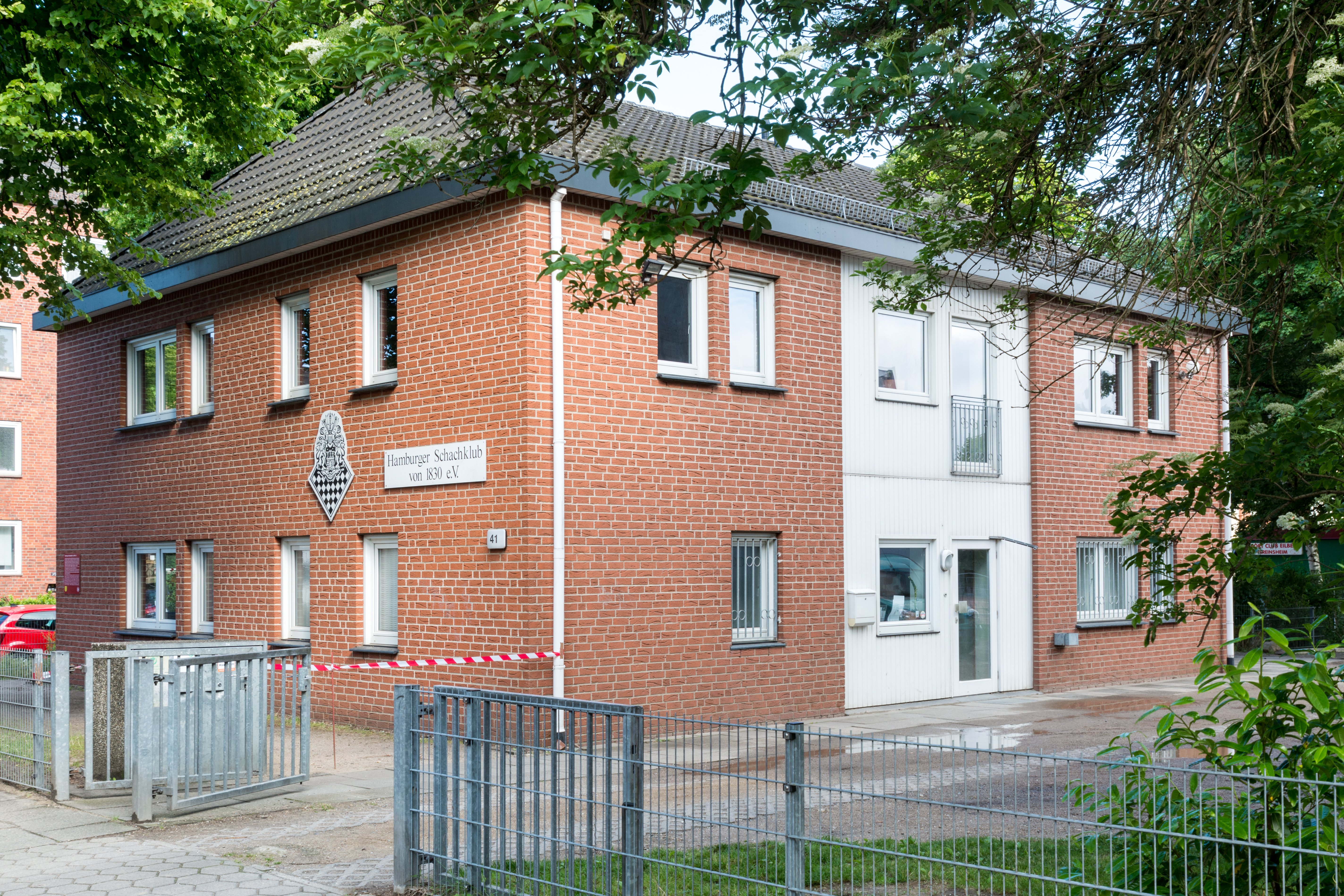
HSK-Schachzentrum in Hamburg-Eilbek

Bedeutende Schachspieler des Vereins waren unter anderem: Martin Bier, Klaus Junge, Herbert Heinicke, Gerhard Pfeiffer, Carl Ahues, Murray Chandler, Robert Hübner, John Nunn, Alexei Schirow, Matthias Wahls und Jan Gustafsson. Auch die Präsidenten des Deutschen Schachbundes Walter Robinow und Emil Dähne gehörten dem HSK an. Anlässlich des hundertjährigen Vereinsjubiläums wurde 1930 in Hamburg die Schacholympiade ausgetragen, und auch bei weiteren Jubiläen (1885, 1905, 1910, 1955, 1980, 2005) organisierte der HSK stark besetzte Turniere.
In den Jahren 1956 und 1958 gewann der HSK die deutsche Mannschaftsmeisterschaft, zuletzt wurde man in der Saison 2006/07 Deutscher Vizemeister. Der HSK gehört der ersten Bundesliga seit deren Gründung 1974 ununterbrochen an. Auch in der Frauenbundesliga war der HSK 1991 Gründungsmitglied, stieg aber 1995 ab, ehe zwei Jahre später der Wiederaufstieg gelang.
Mit über 700 gemeldeten Spielern gehört der HSK derzeit (Februar 2024) zu den mitgliederstärksten deutschen Schachvereinen.

## Jugendschach
Dies betrifft auch die größte Jugendabteilung. Seit Anfang der 1950er Jahre konzentriert sich der HSK stark auf die Jugendarbeit; zusätzlich betreut der HSK mehrere Schulschachgruppen im Großraum Hamburg. Der HSK konnte siebenmal die Deutsche Jugendmannschaftsmeisterschaft U20 gewinnen (hinzu kommen drei Titel in anderen Altersklassen sowie mehrere Einzeltitel).

## Bekannte Spieler
Derzeit aktive bekannte Spieler des Vereins, sortiert nach Elo-Zahl (Stand Mai 2019):
- GM Jan-Krzysztof Duda (2740)
- GM Nils Grandelius (2688)
- GM Rasmus Svane (2615)
- GM Kamil Mitoń (2589)
- GM Robert Kempiński (2579)
- GM Sune Berg Hansen (2575)
- GM Sipke Ernst (2540)
- GM Jonas Lampert (2532)
- GM Ľubomír Ftáčnik (2513)
- GM Luis Engel (2512)
- GM Thies Heinemann (2496)
- GM Dorian Rogozenco (2491)
- IM Dirk Sebastian (2453)
- IM Jonathan Carlstedt (2408)

Derzeit aktive bekannte Spielerinnen des Vereins, sortiert nach Elo-Zahl (Stand: Mai 2019):
- IM Sarasadat Khademalsharieh (2474)
- GM Monika Soćko (2445)
- IM Rout Padmini (2385)
- WGM Sarah Papp (2321)
- WGM Atousa Pourkashiyan (2305)
- WIM Diana Baciu (2275)
- WIM Filiz Osmanodja (2260)
- WIM Lyubka Genova (2230)
- WGM Judith Fuchs (2218)
- WFM Alina Zahn (2123)
- WFM Stefanie Scognamiglio (2081)
- WFM Jade Schmidt (2062)